# 陶西平
陶西平（1935年3月—2020年5月19日），男，湖南益阳人，中华人民共和国教育家、政治人物，曾任北京市人大常委会副主任，是中共十三大、十四大代表，中国第七届、第八届、第九届全国人大代表

## 生平
1935年3月出生。
1949年8月加入中国新民主主义青年团。1955年5月参加工作，历任北京市第九中学教员，丰台区岳各庄中心小学教员，丰台区小屯中学校长，北京第十二中学教导主任、校长。
1980年9月加入中国共产党。1986年3月任北京市教育局党组书记、局长。1991年9月任北京市人民政府市长助理、市教育局党组书记、局长。
1993年2月当选为北京市第十届人民代表大会常务委员会副主任。1998年1月当选为北京市第十一届人民代表大会常务委员会副主任。2004年3月退休。
2020年5月19日，因病医治无效于北京逝世，享年85岁。